# Nephodia astyochiodes
Nephodia astyochiodes là một loài bướm đêm trong họ Geometridae.